# Guglielmo Epifani
Ettore Guglielmo Epifani (Roma, 24 marzo 1950 – Roma, 7 giugno 2021) è stato un sindacalista e politico italiano.
Segretario generale della CGIL dal 2002 al 2010 e dall'11 maggio 2013 al 15 dicembre 2013 segretario del Partito Democratico, fu anche deputato della XVII Legislatura. Nel 2017 fu uno degli aderenti ad Articolo Uno. Ricandidato per la XVIII legislatura alla Camera dei Deputati nelle liste di Liberi e Uguali. Dal 23 marzo 2018 alla morte ricoprì un secondo mandato parlamentare.

## Biografia
Nacque a Roma, nel 1950, da genitori di origine campana. Nel 1953 si trasferisce a Milano con la famiglia, per poi tornare nella capitale nel quartiere Talenti, dove s'impegna nella sua infanzia nel volontariato per i quartieri di periferia. Nel 1969 consegue la maturità classica al liceo Orazio, dove conobbe anche la sua futura moglie, Maria Giuseppina "Giusi" De Luca.
Nel 1973 si laurea in filosofia presso l'Università degli Studi di Roma "La Sapienza", con una tesi su una delle grandi figure del socialismo italiano: Anna Kuliscioff.
È deceduto il 7 giugno 2021, all'età di 71 anni, a seguito di un'embolia polmonare manifestatasi alcuni giorni prima. Dopo il funerale celebrato nella chiesa di San Roberto Bellarmino nel quartiere Parioli e la successiva commemorazione laica alla Casa del cinema nella Villa Borghese, è stato sepolto nel famedio del PCI al cimitero del Verano a Roma.

## Carriera sindacale

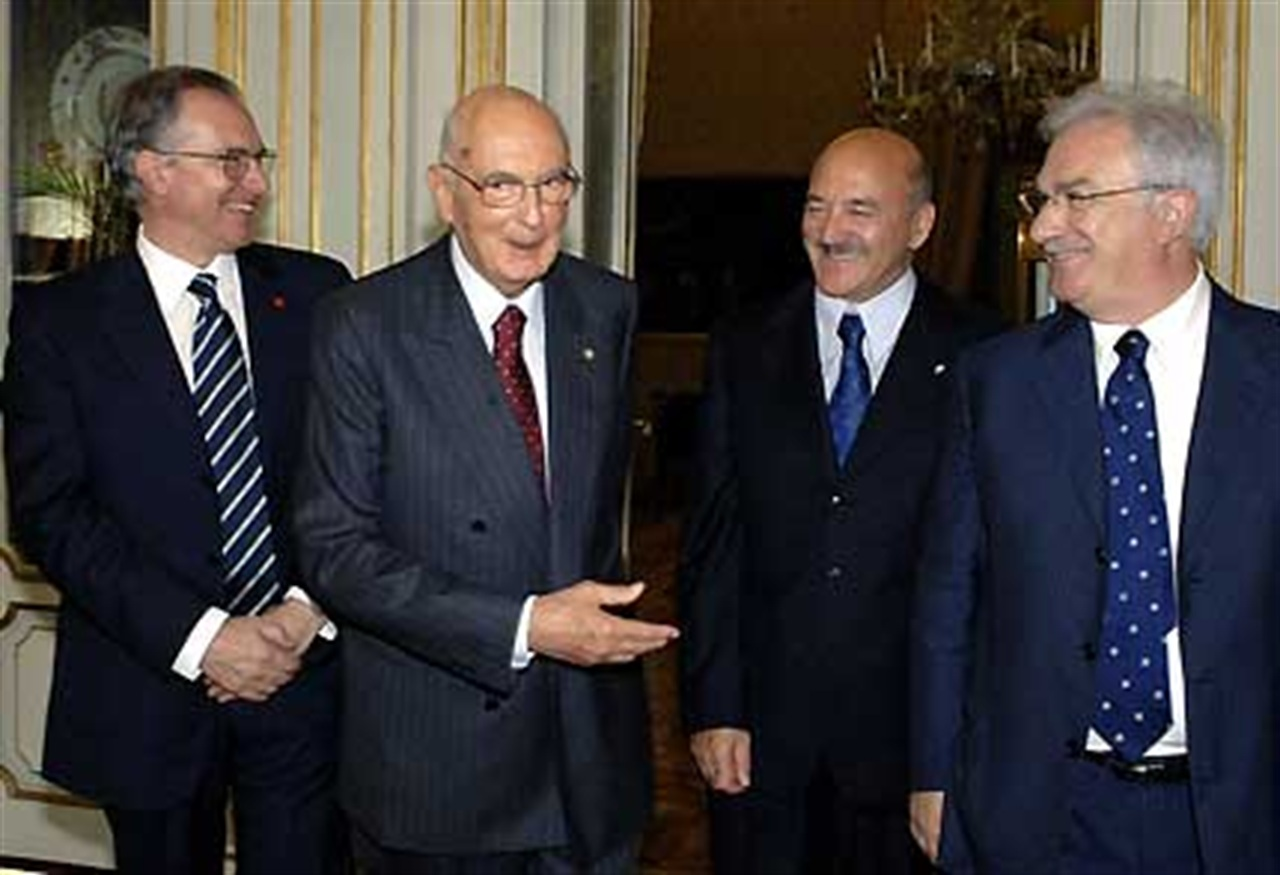
Guglielmo Epifani con Luigi Angeletti (segretario generale UIL) e Raffaele Bonanni (segretario generale CISL) assieme al Presidente della Repubblica Giorgio Napolitano

Dopo la laurea, si iscrisse alla Confederazione Generale Italiana del Lavoro (CGIL), dove inizia a lavorare come sindacalista. Nel 1974 venne nominato alla direzione dell'Esi, casa editrice della confederazione. Due anni dopo, nel 1976, approda all'ufficio sindacale, dove coordinò le politiche contrattuali delle categorie, e poi passa all'ufficio industria della stessa CGIL.
Nel 1979 inizia la sua carriera da dirigente sindacale, con l’incarico di segretario generale aggiunto della categoria dei lavoratori poligrafici e cartai. Nel 1990 entra quindi nella segreteria confederale, e nel 1993 viene nominato da Bruno Trentin segretario generale aggiunto.

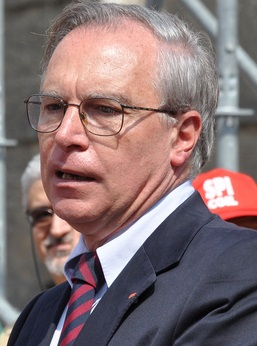
Guglielmo Epifani nel 2009

Dal 1994 al 2002 è stato vicesegretario della CGIL e, a seguito della conclusione del mandato di Sergio Cofferati, assunse l'incarico di segretario generale, il primo socialista a guidare la confederazione dai tempi della sua ricostituzione nel 1944. Il 3 novembre 2010 conclude il suo mandato come segretario generale, dove fu sostituito da Susanna Camusso, prima donna segretaria generale della CGIL.
Dopo la segreteria della CGIL, termina la carriera sindacale, ma non abbandona l'ambiente sindacale, restando presidente dell'associazione Bruno Trentin.

## Carriera politica

### Militanza ed elezione a deputato
Da socialista, è stato iscritto prima al Partito Socialista Italiano, e in seguito allo scioglimento del PSI, alla Federazione Laburista e ai Democratici di Sinistra. Nel corso degli anni ha declinato più volte offerte di candidatura, dalle amministrative all'europarlamento, fino a quella per la corsa a sindaco di Napoli.
Alle elezioni politiche del 2013 viene candidato dal Partito Democratico alla Camera dei deputati, nella circoscrizione Campania 1 come capolista, venendo eletto deputato della XVII Legislatura. Il 7 maggio 2013 viene eletto presidente della 10ª Commissione permanente Attività Produttive, Commercio e Turismo della Camera dei Deputati, incarico che ricopre per tutta la legislatura fino al 22 marzo 2018, dov'è stato anche promotore dell'indagine conoscitiva per l'Italia sull'Industria 4.0.

### Segretarioreggentedel PD
L'11 maggio 2013, a seguito alle dimissioni di Pier Luigi Bersani, Epifani venne scelto, per la sua propensione alla mediazione e riavvicinare, dall'Assemblea Nazionale del Partito Democratico come segretario reggente del PD con 458 voti, pari all'85,8% dei voti validi, su 534. Da segretario reggente del PD, si è occupato dell'obiettivo di portare il PD verso il congresso delle primarie PD dell'8 dicembre 2013, che terminò il mandato il 15 dicembre seguente, venendo sostituito da Matteo Renzi, eletto alle primarie come segretario nazionale dello stesso partito.

### Addio al PD e rielezione con LeU
Il 25 febbraio 2017 Epifani è stato tra gli scissionisti della cosiddetta "minoranza Dem" del Partito Democratico, in forte contrasto con la linea politica liberale e centrista adottata dal suo successore Renzi, scegliendo di aderire alla compagine di Articolo 1 - Movimento Democratico e Progressista.
Alle elezioni politiche del 4 marzo 2018 è stato ricandidato alla Camera dei Deputati con Liberi e Uguali, come capolista nei collegi plurinominali della circoscrizione Sicilia 2. Viene rieletto a Montecitorio nella XVIII legislatura, dove diventa componente della 11ª commissione Lavoro pubblico e privato e della commissione parlamentare d'inchiesta sul sistema bancario e finanziario.

## Controversie

### Stipendio da sindacalista
Nell'ottobre 2013 fu protagonista di una controversia a seguito di un'intervista de Le Iene che muoveva intorno ad un articolo apparso su Libero che prendeva spunto da una lettera di Gianni Rinaldini, segretario della FIOM, che riferiva di un aumento del suo stipendio come segretario della CGIL del 18% avvenuto nel 2004. Epifani affermò che a decidere di aumentare lo stipendio del segretario da 4.399 euro a 5.183,69 euro lordi era stata la segreteria, ma ciò contrastava con il regolamento dell'epoca del sindacato, che prevedeva che fosse il direttivo nazionale a decidere della retribuzione del segretario.

### Voto favorevole alJobs Act
Come deputato, fu oggetto di molte critiche da parte del mondo sindacale e della stampa durante il governo Renzi in quanto, in aperto contrasto con le battaglie da lui condotte da sindacalista in difesa dell'articolo 18 dello statuto dei lavoratori, votò in Parlamento a favore della riforma del lavoro nota come Jobs Act.

## Pubblicazioni
- Il sindacato nella resistenza, Roma, Editrice sindacale italiana, 1975.
- Il valore sociale del lavoro. L'identità dei democratici di sinistra, con Sergio Cofferati (a cura di), Roma, Ediesse, 2001.
- Non rassegnarsi al declino. Politiche industriali per competitività e sviluppo, con Carla Cantone e i segretari di strutture confederali e di categoria della Cgil, Roma, Ediesse, 2005.
- Cent'anni dopo. Il sindacato dopo il sindacato, con Vittorio Foa, Torino, Einaudi, 2006.